# SN 2006rh
SN 2006rh – supernowa typu II odkryta 5 listopada 2006 roku w galaktyce A041852+0854. Jej maksymalna jasność wynosiła 19,38m.